# Chloropoea expansa
Chloropoea expansa är en fjärilsart som beskrevs av Butler 1878. Chloropoea expansa ingår i släktet Chloropoea och familjen praktfjärilar. Inga underarter finns listade i Catalogue of Life.